# Марія Божественного Серця
Марія Божественного Серця (нім. Maria vom Göttlichen Herzen; світське ім'я Марія Анна Йоганна Франциска Терезія Антонія Губерта Дросте цу Вішерінг, нім. Maria Anna Johanna Franziska Theresia Antonia Huberta Droste zu Vischering; 1863–1899) — католицька блаженна, черниця. Римський папа Лев XIII назвав Марію Божественного Серця «найбільшою подією його понтифікату» .

## Біографія
Марія народилася 8 вересня 1863 року в Мюнстері в палаці Ербдростенгоф в німецькій аристократичній сім'ї. Навчалася у школах жіночих чернечих згромаджень «Дами Найсвятішого Серця» та «Сестри Святого Йосипа». Після отримання освіти повернулася в сімейний замок Дарфельд, де проводила самітницьке життя, займаючись благодійною діяльністю серед нужденних. У 1888 році у 25-річному віці вона вступила до монастиря жіночої чернечої конгрегації «Сестри Пресвятої Діви Марії Милосердя Доброго Пастиря», де вона займалася педагогічною діяльністю серед бідних дівчаток. У 1894 році її перевели в монастир в Португалію, де вона незабаром була призначена помічницею настоятельки. У цьому монастирі вона пробула до своєї смерті.
Отримавши частину спадщини, Марія Божественного Серця витратила його на відновлення старого монастиря, в якому проживала. На ці ж кошти вона побудувала кілька будинків, в якому черниці займалися реабілітацією повій. Завдяки своїй діяльності і заступництву кардинала Америку Феррейра душ Сантуш Сільва вона стала настоятелькою.
У своєму духовному житті Марія Божественного Серця особливо почитала Святійше Серце Ісуса. Вона неодноразово зверталася до Римського папи Лева XIII встановити в католицькій церкві культ шанування Найсвятішого Серця Ісуса. Завдяки неодноразовим проханням Марії Божественного Серця папа Лев XIII незабаром після її смерті видав 25 травня 1899 року енцикліку «Annum Sacrum», якій встановив літургійний культ Найсвятішого Серця Ісуса в католицькій церкві, До своєї смерті 8 червня 1899 року Марія Божественного Серця була паралізованою протягом трьох років.

## Прославлення
1 листопада 1975 римський папа Павло VI зарахував Марію Божественного Серця до лику блаженних. Нетлінні мощі блаженної Марії Божественного Серця зберігаються в монастирі, де вона була настоятелькою, і щорічно виставляються в день її пам'яті в каплиці Христос-Король в місті Алмада. День пам'яті — 8 червня.